# Mount Matier
Der Mount Matier ist ein markanter, 2783 m hoher Berg mit einer Schartenhöhe von 1241 m im Südwesten der kanadischen Provinz British Columbia, im Squamish-Lillooet Regional District.

## Geographie
Der Mount Matier liegt in den Coast Mountains im Joffre Lakes Provincial Park. Sein Gipfel ist der höchste Punkt der Joffre Group, eines Teils der Coast Mountains. Er liegt 26 km östlich von Pemberton und 9 km nordöstlich des Lillooet Lake. Die nächsthöheren Berge sind der Skihist Mountain (2968 m) und der Mount Weart, 30 km südwestlich von ihm. Die Hänge des Berges sind von Gletschern bedeckt: der Matier Glacier im Nordwesten, der Anniversary Glacier im Nordosten, der Twin One Glacier im Südosten und der Hartzell Glacier im Süden. Die Abflüsse der Niederschläge fließen in den Joffre Creek und den Twin One Creek, beides Zuflüsse des Lillooet River.
| Joffre Lakes    | Joffre Peak    |              |
| Slalok Mountain |                |              |
| Duffey Peak     | Twin One Creek | Mount Howard |

## Geschichte
Die Erstbesteigung wurde am 18. August 1957 durch die  Mitglieder des British Columbia Mountaineering Club Dick Chambers, Joe Hutton, Roy Mason, Paddy Sherman und Cyril Scott ausgeführt. Der Name des Berges ehrt Tom Matier, einen frühen und allseits in der Gegend bekannten Prospektor. Das Toponym wurde am 21. April 1966 vom Geographical Names Board of Canada offiziell anerkannt.

## Klima
In Bezug auf die Klimaklassifikation nach Köppen und Geiger herrscht am Gipfel des Mount Matier ein subarktisches Klima. Die meisten Wetterfronten stammen vom Pazifik und bewegen sich ostwärts auf die Coast Mountains zu, wo sie durch die Berge zum  Aufsteigen (Windstau) gezwungen werden, was wiederum dazu führt, dass die enthaltene Feuchtigkeit in Form von Regen oder Schnee abgegeben wird. Im Ergebnis führt das zu hohen Niederschlägen in den Coast Mountains, insbesondere zu starken Schneefällen im Winter. Die Temperaturen können unter −20 °C fallen, unter Berücksichtigung von Windchill-Einfluss unter −30 °C. Dieses Klima nährt die Gletscher an den Hängen des Berges. Die Monate Juli bis September bieten die besten Wetterbedingungen für einen Aufstieg.

## Kletterrouten
Am Mount Matier sind folgende Kletterrouten etabliert:
- über den Nordgrat – YDS-Klasse 3 (Fels, über den Anniversary Glacier)
- über die Westflanke – YDS-Klasse 3–4 (Fels, über den Matier Glacier)

## Galerie

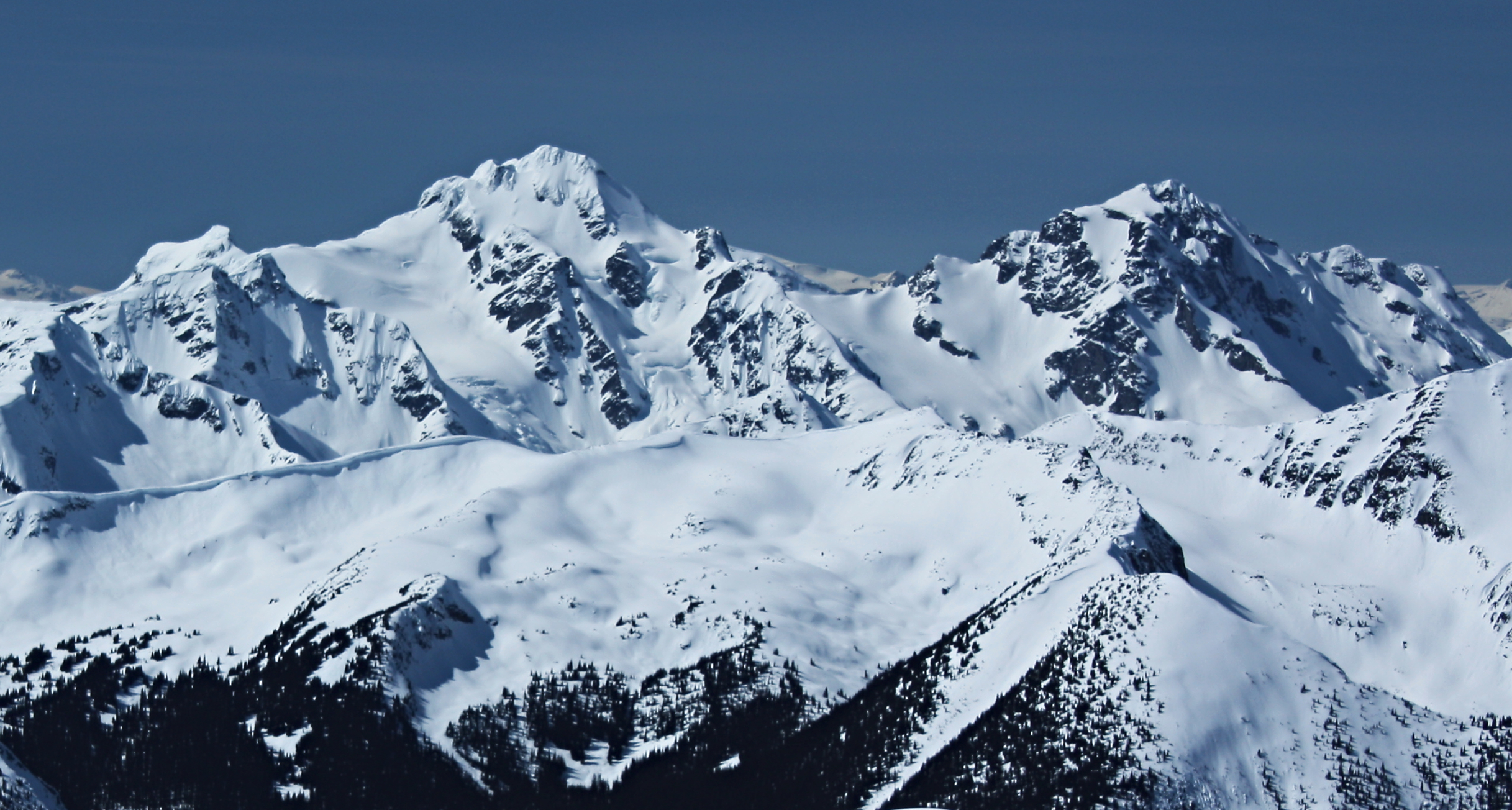
Mt. Matier (links) und Joffre Peak
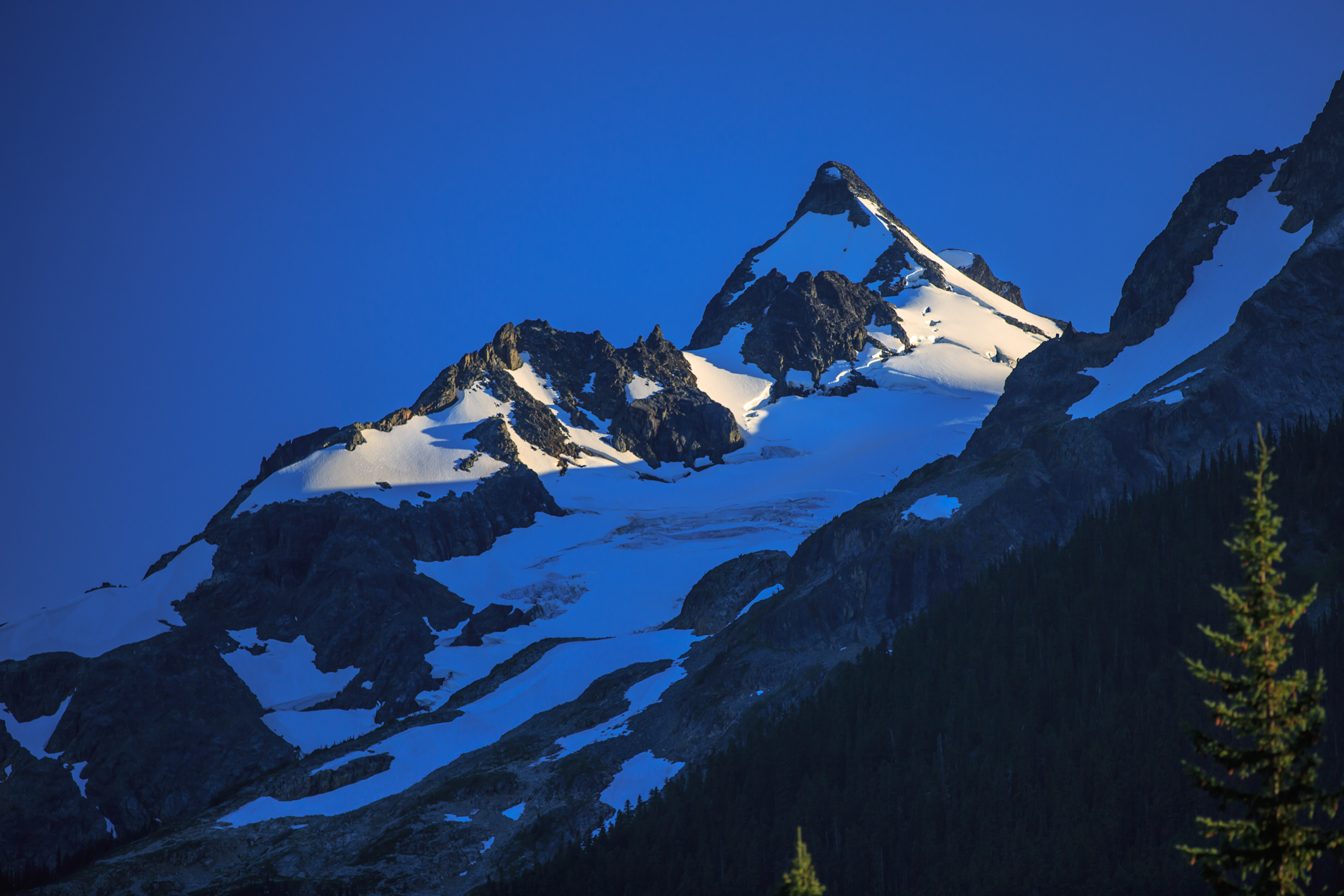
Mount Matier
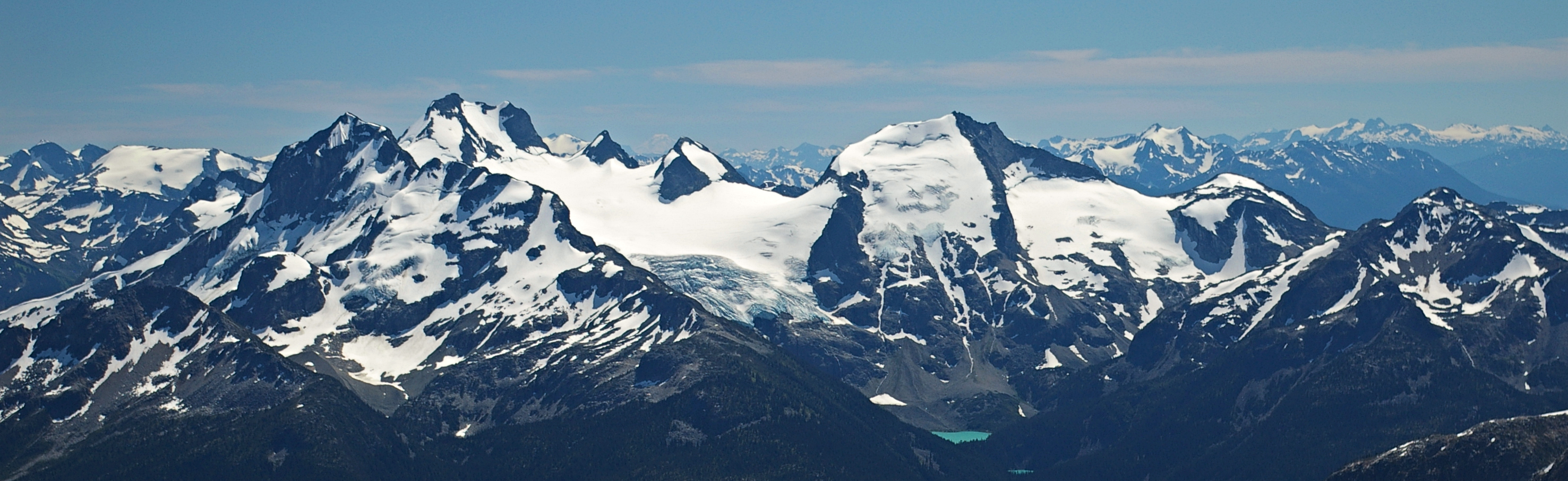
Die Joffre Group: Joffre Peak (links), Mt. Matier (höchster), Mount Hartzell, Mount Spetch, Slalok Mountain, Tszil und Mount Taylor (ganz rechts)